# NICI AG
Az Altenkunstadtból származó német cég, a NICI 1986-ban jött létre. Mára egy globális, világszerte ismert céggé nőtte ki magát.
Termékeik zöme plüssből készül, főként plüssállatokat gyártanak, leginkább szezonális kollekciókkal. Folyton megújuló kínálatukban állandó helyet biztosítanak a NICI bárányoknak, akiknek kiegészítőik, ruháik és a hozzájuk tartozó történetek változnak. A bárány annyira népszerű termékük, hogy minden évben kihozzák, rajongótáborát az eredeti NICI márkának az sem töri meg, hogy a piacon viszonylag sok a silány minőségű utánzat.
A cég időközönként licences termékeket is gyárt, megihlette őket például a My Little Pony, azaz az Én kicsi Pónim mese is. A NICI tipikusan ennivaló plüss, a saját tervezésű egyediségével sikerült meghódítani a szívét rajongóinak világszerte. Bár a termékek jellegzetesen NICIsek, de mégis mindegyik más. Minden kollekcióhoz tartoznak kiegészítő termékek: pénztárcák, kulcstartók, papucsok, takarók, párnák.
Magyarországon a márkát a Happy Box és a Happy Box partnerüzletek forgalmazzák.